# Regula Tschumi
Pour les articles homonymes, voir Tschumi.
Regula Tschumi (née en 1957 à Berne) est une ethnologue et historienne de l'art suisse.

## Biographie
Plusieurs longs séjours de recherche sur l’art africain contemporain l’ont conduite en Afrique de l’ouest, du sud et de l’est. En 2006, elle publie un ouvrage standard sur les cercueils figuratifs des Ga. Elle y explique les origines de ces cercueils dans l’art et la religion des Ga et s’intéresse à l’histoire transmise quant à leur origine. C’est ainsi que Regula Tschumi a découvert l’artiste Ataa Oko de La (Ghana), né en 1919, qui selon elle réalisait déjà des cercueils figuratifs dès 1945, donc avant Kane Kwei, auquel la plupart des chercheurs jusqu'au présent attribuait la création de ces cercueils pour les rituels funéraires des Ga. Dans sa thèse de dissertation Regula Tschumi s'occupe des palanquins figuratifs des Ga qui restaient jusqu'au présent cachés et inconnus au marché d'Art contemporain africain. L'ethnologue découvre que les palanquins figuratifs existaient déjà depuis les années 1930 à Accra et que cette forme d'art était liés avec les cercueils figuratifs. Selon les nouvelles recherches de Regula Tschumi, les anciens rois (mantsemei) des Ga à Accra devaient être enterrés dans un cercueil figuratif lié avec leur symbole de la famille s'ils avaient utilisé des palanquins figuratifs qui étaient aussi en forme de symbole de famille. Donc les cercueils figuratifs n'étaient selon Regula Tschumi rien d'autre que des copies des palanquins figuratifs utilisés des rois. Dans les années 1950 des artistes comme Ataa Oko et Kane Kwei ont seulement commencés à faire des cercueils figuratifs pour les Ga chrétiens. Mais au lieu d'être enterrés dans des symboles de familles ces artistes utilisaient des symboles qui étaient liés avec la profession des défunts et qui étaient aussi acceptés de l'église. Ataa Oko et Kane Kwei ont donc seulement repris une forme d'art qui existait déjà avant parmi les familles royales d'Accra.  
Regula Tschumi a participé à divers projets d’exposition dans des musées renommés dans le cadre desquels elle a notamment travaillé avec les artistes spécialistes de l’art funéraire Paa Joe, Ataa Oko and Kudjoe Affutu. Elle a aussi réalisé plusieurs projets d'art avec des peintres de cinémas du Ghana.

## Publications
- 2025 Buried in Style. Artistic Coffins and Funerary Culture in Ghana. Heildelberg, Kehrer Verlag. ISBN 978-3-96900-189-9
- 2021.	Ataa Oko Addo, Regula Tschumi (ed.), avec des contributions de Sarah Lombardi, Lucienne Peiry, Regula Tschumi et Atta Kwami. Edition Clandestin, Bienne,  (ISBN 978-3-907262-06-1).
- 2017. Ataa Oko. A glimpse inside the amazing world of Ghanaian funerals and how the carpenter Ataa Oko became an artist, Kvadrat Interwoven, online article.
- 2014. Concealed Art. The figurative palanquins and coffins of Ghana. Edition Till Schaap, Bern.  (ISBN 978-3-03828-099-6).
- 2013. The Figurative Palanquins of the Ga. History and Significance, en: African Arts, vol. 46 (4), p. 60-73.
- 2013. Die figürlichen Sänften und Särge der Ga im Süden Ghanas. Geschichte, Transformation und Sinn einer künstlerischen Ausdrucksform von den Anfängen bis in die Gegenwart, These  (Dissertation). Phil.-Hist. Univ. Bâle.
- 2013. Hors-champs. genèse de l'affiche de l'exposition, en: Gonseth, Marc-Olivier u.a. (eds.), Hors-champs. Musée d'ethnographie Neuchâtel: Atelier PréTexte, p. 216-227.  (ISBN 978-2-88078-039-5).
- 2011. Les trésors enterrés des Ga. L’art des cercueils au Ghana. Berne, Edition Till Schaap. Anglais: 2014 The Buried Treasures of the Ga: Coffin Art in Ghana, Bern: Edition Till Schaap.
- 2010. Lit de mort pour un vivant. Un cercueil pour le Centre Pompidou, en Saâdane Afif (ed.), Anthologie de l'humour noir, Paris: Éditions Centre Pompidou, p. 37-51.
- 2010. Ataa Oko et le langage formel des Ga en:  Collection de l'art brut (ed.), Ataa Oko. Exp.-Cat. Lausanne, Gollion: lnfolio, p. 14-24.
- 2009. Archive de vidéo et photo: Ghana. Sépulture sur mesure. Un film de Philippe Lespinasse. Grand Angle Production.
- 2004. A Report on Paa Joe and the Proverbial Coffins of Teshie and Nungua, Ghana en: Africa e Mediterraneo, no. 47-48,  p. 44-47.

## Galerie

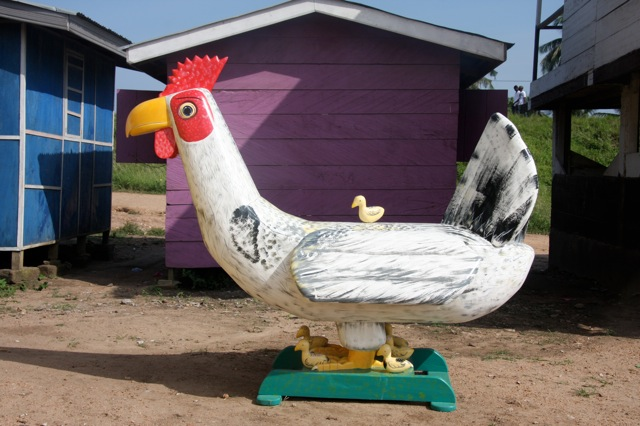
Kudjoe Affutu avec le coq coffin 2008
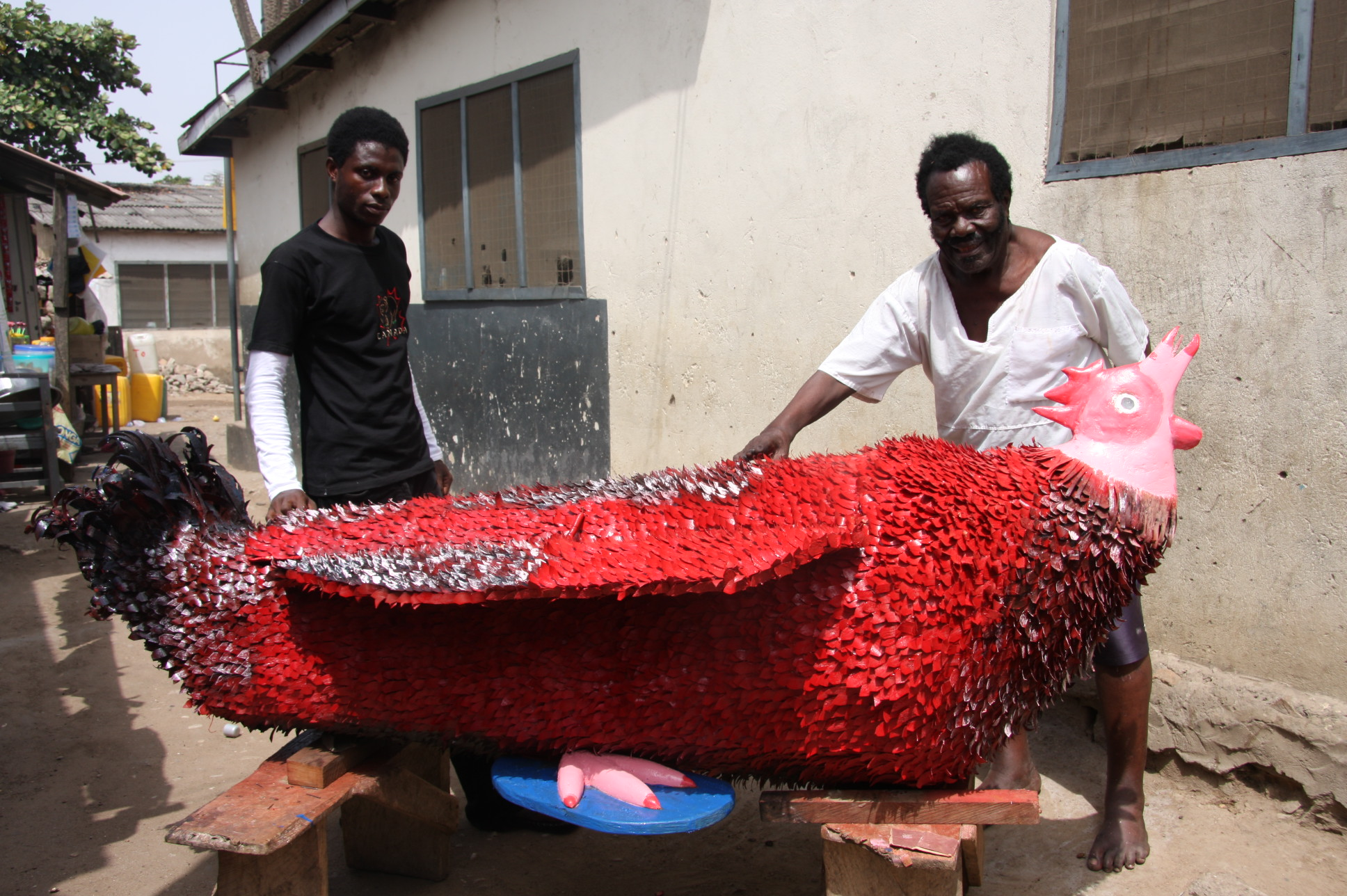
Ataa Oko et Kudjo Affutu avec Oko's coq rouge 2009, Photo: Regula Tschumi
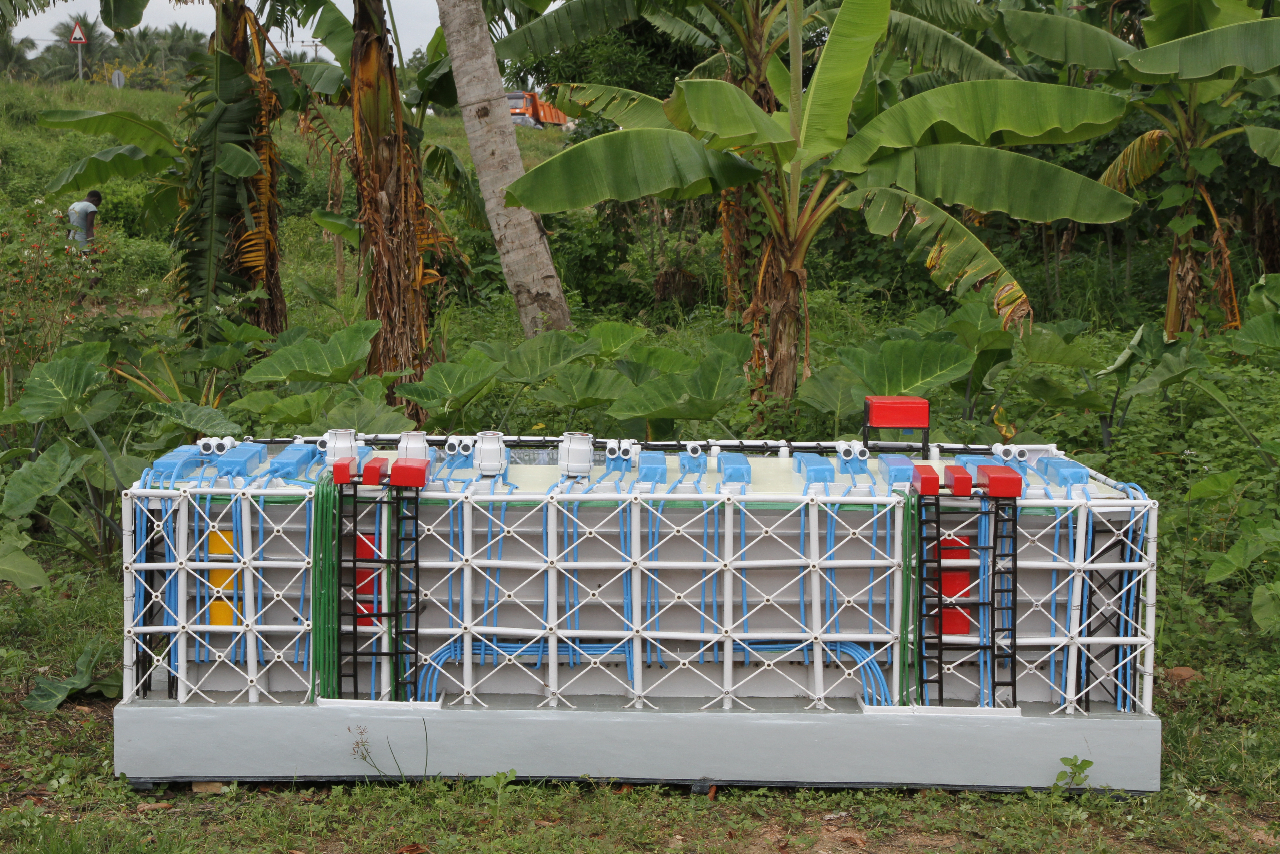
Cercueil-Pompidou. Kudjoe Affutu, pour l'exposition „Anthologie de l'humour noir“ au Centre Pompidou à Paris 2010 en collaboration avec Regula Tschumi et Saâdane Afif
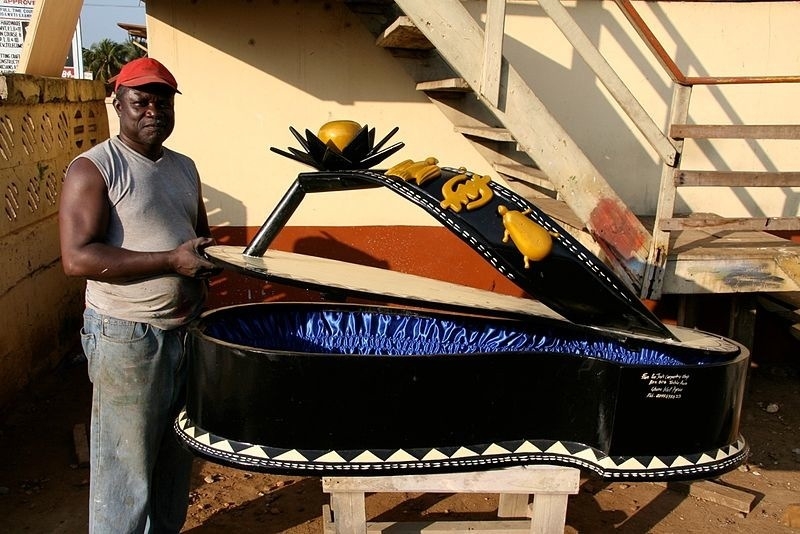
Paa Joe avec le "Cercueil de Sandales" pour "Six Feet Under" au Kunstmuseum Bern 2006
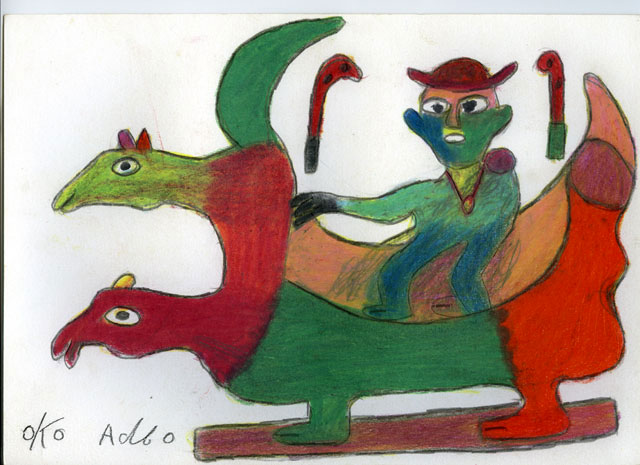
Palanquin figuratif; dessin d'Ataa Oko 2009
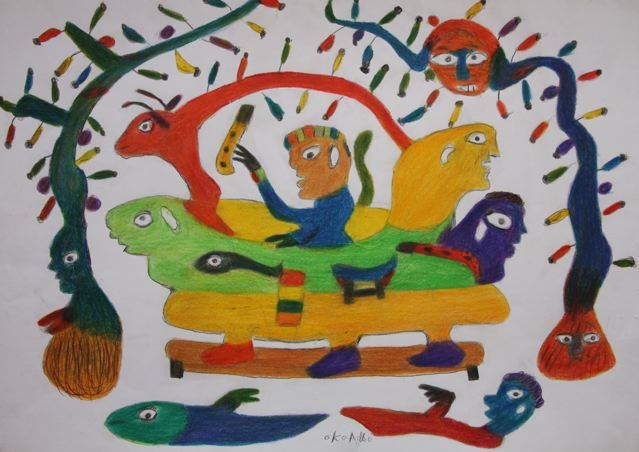
Palanquin figuratif; dessin d'Ataa Oko 2010
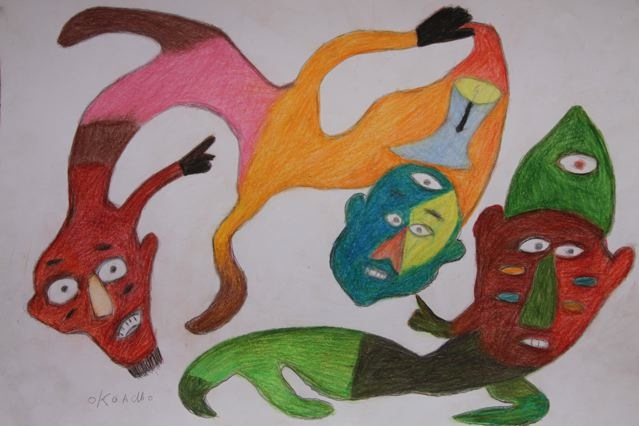
Esprits; dessin d'Ataa Oko 2010